# 塞戈斯
塞戈斯（法語：Ségos，法語發音：[seɡɔs]）是法国热尔省的一个市镇，属于米朗德区。

## 地理
塞戈斯（43°37'30"N, 0°15'25"W）面积8.67 平方千米，位于法国奧克西塔尼大區热尔省，该省份为法国西南部内陆省份，北起顺时针与洛特-加龙省、塔恩-加龙省、上加龙省、上比利牛斯省、大西洋比利牛斯省和朗德省接壤。
与塞戈斯接壤的市镇（或旧市镇、城区）包括：阿杜尔河畔艾尔、拉特里耶、圣阿涅特、拉尼克斯、普罗让。
塞戈斯的时区为UTC+01:00、UTC+02:00（夏令时）。

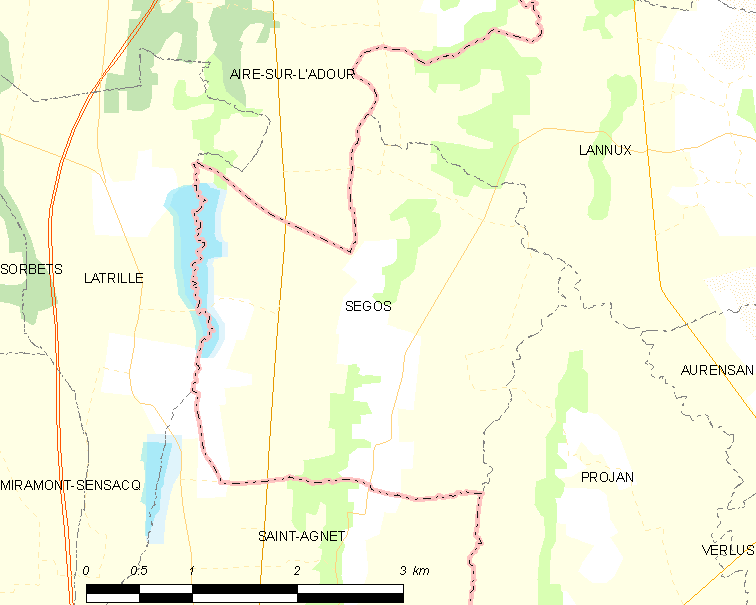
塞戈斯的OSM定位图

## 行政
塞戈斯的邮政编码为32400，INSEE市镇编码为32424。

## 政治
塞戈斯所属的省级选区为热尔阿杜尔县。

## 人口

1962-2008年间塞戈斯人口变化图示

塞戈斯于2022年1月1日时的人口数量为248人。